# Stylaster eguchii
Stylaster eguchii is een hydroïdpoliep uit de familie Stylasteridae. De poliep komt uit het geslacht Stylaster. Stylaster eguchii werd in 1966 voor het eerst wetenschappelijk beschreven door Boschma. 